# Tbiliský masakr
Tbiliský masakr (též tragédie z 9. dubna nebo tbiliská tragédie) byl brutální zásah sovětských vojenských jednotek proti demonstrantům v hlavním městě tehdejší Gruzínské SSR Tbilisi. Došlo k němu 9. dubna 1989 a zahynulo při něm 21 demonstrantů. Sedmnáct z nich byly ženy, většinou šlo o mladé studentky. Vojáci nepoužili střelných zbraní, ale ubili oběti polními lopatkami. Další stovky lidí byly při zásahu zraněny. 9. duben je dnes v Gruzii připomínán jako Den národní jednoty (gruzínsky: ეროვნული ერთიანობის დღს დღე). Událost byla součástí procesu rozpadu Sovětského svazu a pádu komunismu v Evropě. Má své protějšky jak jinde na Kavkaze (černý leden v Ázerbájdžánu), tak zejména v Pobaltí (lednové události). V Gruzii zdvihla vlnu nespokojenosti, která vedla k vyhlášení nezávislosti. Brutalita zásahu měla patrně etnické pozadí, stejně jako samotný protest.

## Pozadí
V Gruzínské SSR se protisovětské hnutí aktivizovalo v roce 1988. Politické skupiny oponující Sovětskému svazu zorganizovaly v Tbilisi řadu protestů a shromáždění. Konflikt mezi sovětskou vládou a gruzínskými nacionalisty se prohloubil po tzv. Lychnském shromáždění 18. března 1989, kdy několik tisíc Abcházců požadovalo odtržení od Gruzie. V reakci na to antisovětské skupiny zorganizovaly řadu nepovolených setkání po celé republice a tvrdily, že sovětská vláda používá abchazský separatismus, aby se postavila proti hnutí za nezávislost. Protesty dosáhly vrcholu 4. dubna 1989, kdy se desetitisíce Gruzínců sešly před budovou vlády na Rustaveliho třídě v Tbilisi. Demonstranti v čele s Výborem pro nezávislost (Merab Kostava, Zviad Gamsachurdia, Giorgi Chanturia, Irakli Bathiashvili, Irakli Cereteli a další) zorganizovali pokojnou demonstraci a hladovku. Požadovali potrestání abchazských separatistů a obnovení gruzínské nezávislosti. Místní sovětské úřady ztratily kontrolu nad situací. První tajemník Komunistické strany Gruzie Jumber Patiašvili požádal moskevské vedení SSSR, aby vyslalo jednotky k obnovení pořádku a vyhlásilo zákaz vycházení. Večer 8. dubna 1989 vydal generálplukovník Igor Rodionov, velitel Zakavkazského vojenského okruhu, rozkaz k mobilizaci svých jednotek.

## Masakr
Chvíli před útokem sovětských sil se patriarcha gruzínské církve Ilia II. obrátil k demonstrantům a požádal je, aby opustili Rustaveliho třídu a okolí vládní budovy, neboť hrozí sovětský ozbrojený zásah, protože několik lidí spatřilo v okolí sovětské tanky. Demonstranti ale odmítli odejít. Místní gruzínské policejní jednotky (Militsija) byly těsně před operací odzbrojeny. 9. dubna ve 3:45 obklíčily sovětské obrněné transportéry oblast. Sovětští vojáci obdrželi rozkaz od generála Rodionova, aby vyčistili oblast od demonstrantů všemi nezbytnými prostředky. Sovětský oddíl, vyzbrojený vojenskými obušky a lopatkami, zaútočil na demonstranty a bil každého, na koho narazil. Jednou z obětí útoku byla i 16letá dívka, která se snažila dostat pryč od postupujících vojáků, ale byla pronásledována a ubita k smrti poblíž schodů vládní budovy, přičemž dostávala rány do hlavy a hrudníku. Z oblasti ji vytáhla její matka, která byla rovněž napadena a zraněna. Tento obzvláště násilný útok byl natočen videokamerou z balkonu budovy na druhé straně třídy. Video bylo použito jako důkaz během jednání parlamentní komise pro vyšetřování událostí. Bylo evidentní, že skupinky sovětských vojáků pronásledovaly jednotlivé oběti, spíše než aby rozptylovaly dav. Proti demonstrantům byly použity rovněž plyny chloroacetofenon a 2-chlorbenzylidenmalononitril. U zasažených bylo zaznamenáno zvracení, dýchací potíže a náhlá paralýza nervového systému. Neozbrojení gruzínští policisté evakuovali několik zraněných demonstrantů, avšak video pořízené tajně opozičními novináři ukázalo, že vojáci nedovolili lékařům a záchranářům zraněným lidem pomáhat. Dokonce i sanitky byly napadeny postupujícími vojáky. Že cílem nebylo dav rozehnat, je evidentní i z toho, že sovětské jednotky zablokovaly všechny východy z oblasti kromě jednoho úzkého průchodu. Vznikly i spekulace, zda brutalita zásahu nebyla motivována etnickou nenávistí zasahujících vojáků.

## Následky
10. dubna na protest proti zásahu celá Gruzie vstoupila do stávky a bylo vyhlášeno 40denní období smutku. Sovětské orgány vyhlásily výjimečný stav, ale demonstrace pokračovaly. Vláda Gruzínské SSR v důsledku událostí odstoupila.
11. dubna gruzínská televize ukázala těla 17 zabitých žen. Způsobilo to šok v celé gruzínské veřejnosti, neboť bylo evidentní, že ženy byly brutálně bity do obličeje a do hlavy. Byl to jeden z důvodů, proč vůbec nezafungovala následná sovětská propagandistická a dezinformační kampaň.
Ta tvrdila, že se demonstranti v panice navzájem ušlapali a střet s vojáky vyprovokovali. Další propagandistickou rétorickou figurou, kterou použil i sovětský vůdce Michail Gorbačov, bylo, že vojáci se snažili zabránit růstu mezietnického napětí. Šlo o několikrát zopakovaný scénář, přesně stejná zdůvodnění vláda uvedla u zásahů v Ázerbájdžánu a v Pobaltí, přičemž ale mezinárodní nezávislé organizace jako třeba Human Right Watch prokázaly, že pokaždé to bylo přesně naopak: centrální sovětské orgány iniciovaly mezietnické napětí a střety, aby sovětská moc měla záminku k vojenskému zásahu, jehož cílem bylo ve skutečnosti vystrašit hnutí za nezávislost a zabránit rozpadu Sovětského svazu.
V květnu již Gorbačov změnil rétoriku a svalil vinu na armádu. To vyvolalo tzv. „Tbiliský syndrom“, neochotu sovětských jednotek k zásahu proti demonstrantům bez jasného rozkazu centrálního vedení. Tbiliskému syndromu je připisována i neochota vojáků zasahovat proti demonstracím během srpnového puče v Moskvě roku 1991, které pak v důsledku vedly k rozpadu Sovětského svazu.
Gorbačovovo vykrucování neumenšilo ani hněv v Gruzii. Tragédie z 9. dubna zradikalizovala nejen gruzínskou opozici vůči sovětské moci, ale postavila i značnou část gruzínských komunistů vůči moskevské centrále. Symptomem toho bylo, že na listopadovém zasedání Nejvyššího sovětu Gruzínské SSR byla odsouzena anexe Gruzínské demokratické republiky sovětským Ruskem v roce 1921. Prohlášení se dalo chápat i tak, že Gruzie je od roku 1921 nepřetržitě okupována.
Parlamentní vyšetřovací komise vedená Anatolijem Sobčakem v prosinci 1989 nepřijala plně oficiální verzi. Přijala sice tvrzení vlády, že smrt byla způsobena ušlapáním, ale odsoudila postup armády, nasazení chemických látek a doporučila stíhání vojenského personálu odpovědného za zásah.
31. března 1991 Gruzínci v referendu drtivou většinou hlasovali pro nezávislost na Sovětském svazu. Při 90,5% účasti hlasovalo přibližně 99% voličů pro nezávislost. 9. dubna, v den druhého výročí tragédie, vyhlásila Gruzie samostatnost.